# Льовіха
Льові́ха (рос. Лёвиха) — селище у складі Кіровградського міського округу Свердловської області.
Населення — 2881 особа (2010, 3510 у 2002).
До 12 жовтня 2004 року селище мало статус селища міського типу.